# Confédération Paysanne
La Confédération paysanne (in italiano "Confederazione contadina") è un sindacato agricolo francese che fa parte della Coordination paysanne européenne (Coordinazione contadina europea) e del movimento internazionale Via Campesina. 

## Storia
Il sindacato si è formato nel 1987.
Dall'aprile 2000 all'aprile 2004 il portaparola è stato José Bové.